# Фібриноліз
Фібриноліз — це процес, який запобігає збільшенню тромбів щоб не виникали проблеми.
При фібринолізі розщеплюється згусток фібрину (руйнуються фібринові нитки у складі тромбу), продукт згортання. Його основний фермент плазмін розрізає сітку фібрину в різних місцях, що призводить до утворення циркулювальних фрагментів, які очищаються іншими протеазами або нирками та печінкою.

## Види
Цей процес має два типи: первинний та вторинний.[джерело?] 
Первинний тип — це нормальний процес в організмі, тоді як вторинний фібриноліз — це розщеплення згустків внаслідок прийому ліків, медичного розладу чи якоїсь іншої причини.

## Фізіологія

Фібриноліз (спрощений). Сині стрілки позначають стимуляцію, а червоні стрілки гальмування.

Плазмін виробляється в неактивній формі, плазміноген, у печінці. Хоча плазміноген і не може розщеплювати фібрин, він все ще має спорідненість до нього і включається в згусток при його утворенні.
Активатор тканинного плазміногену (t-PA) та урокіназа є агентами, які перетворюють плазміноген в активний плазмін, дозволяючи таким чином щоб відбувався фібриноліз. t-PA дуже повільно виділяється в кров пошкодженим ендотелієм судин, так що через кілька днів (коли кровотеча зупиняється) згусток руйнується. Це відбувається тому, що плазміноген потрапив у тромб, коли він утворився; оскільки він повільно активується, він розщеплює фібринову сітку. t-PA та урокіназа самі по собі пригнічуються інгібітором активатора плазміногену-1 та інгібітором активатора плазміногену-2 (PAI-1 та PAI-2). На відміну від цього, плазміноген додатково стимулює вироблення плазміну, виробляючи більш активні форми, як тканинного активатора плазміногену (tPA), так і урокінази.
Альфа 2-антиплазмін і альфа 2-макроглобулін інактивують плазмін. Активність плазміну знижує також інгібітор фібринолізу, що активується тромбіном (TAFI), який модифікує фібрин, щоб зробити його більш стійким до опосередкованого t-PA плазміногену.

## Визначення
Коли плазмін розщеплює фібрин, утворюється ряд розчинних частин. Вони називаються продуктами розпаду фібрину (англ. FDP). FDP конкурують з тромбіном і, таким чином, уповільнюють утворення згустків, запобігаючи перетворенню фібриногену у фібрин. Цей ефект можна побачити коагулограмі, зокрема — час згортання тромбіну (англ. TCT), який подовжується у людини, що має активний фібриноліз.
FDP і конкретний FDP, D-димер, можна виміряти за допомогою технології антитіло-антиген. Це є більш конкретним, ніж TCT, і підтверджує, що стався фібриноліз. Тому його використовують для виявлення тромбозу глибоких вен, легеневої емболії, ДВЗ-синдрому та ефективності лікування при гострому інфаркті міокарда. Як альтернатива більш швидке виявлення фібринолітичної активності, особливо гіперфібринолізу, можливе при тромбоеластометрії (ТЕМ) у цільній крові, навіть у пацієнтів, які отримують гепарин. У цьому аналізі підвищений фібриноліз оцінюють шляхом порівняння ТЕМ-профілю за відсутності або присутності інгібітора фібринолізу апротиніну. Клінічно ТЕМ корисний для вимірювання активованого фібринолізу майже в режимі реального часу для пацієнтів групи ризику, таких як пацієнти, які зазнають значної крововтрати під час операції.
Тестування загального фібринолізу можна виміряти за допомогою аналізу часу лізису еуглобуліну (ELT). ELT вимірює фібриноліз шляхом згортання фракції еуглобуліну (головним чином важливих фібринолітичних факторів — фібриногену, PAI-1, t-PA, альфа-2-антиплазміну та плазміногену) з плазми, а потім спостерігаючи час, необхідний для розчинення згустку. Скорочений час лізису вказує на гіперфібринолітичний стан та ризик кровотечі. Такі результати можна спостерігати у людей із захворюваннями печінки, дефіцитом PAI-1 або дефіцитом альфа-2-антиплазміну. Подібні результати спостерігаються також після введення DDAVP або після сильного стресу.

## Роль у хворобі
Було задокументовано мало вроджених розладів фібринолітичної системи. Тим не менше, надлишковий рівень ПАІ та альфа-2-антиплазміну є причиною метаболічного синдрому та різних інших захворювань.
Однак набуте порушення фібринолізу (гіперфібриноліз) не рідкість. Багато пацієнтів з травмами страждають від переважної активації тканинного фактора і, отже, масивного гіперфібринолізу. Також при інших захворюваннях може спостерігатися гіперфібриноліз. Це може призвести до масивної кровотечі, якщо її не діагностувати та не лікувати досить рано.
Фібринолітична система тісно пов'язана з контролем запалення і відіграє певну роль у захворюваннях, пов'язаних із запаленням. Плазмін, крім лізису фібринових згустків, також розщеплює компонент системи комплементу С3, а продукти розпаду фібрину мають деякі індукуючі властивості щодо ефекту проникливості судинної стінки.

## Фармакологія
У процесі, який називається тромболізис, застосовуються фібринолітичні препарати. Їх вводять при серцевому нападі, щоб розчинити тромб, що блокує коронарну артерію; експериментально після інсульту, щоб забезпечити приплив крові до ураженої частини мозку; і у випадку масивної легеневої емболії.
Тромболізис стосується розчинення тромбу внаслідок дії різних агентів, тоді як фібриноліз стосується агентів, що викликають розпад лише фібрину в згустку.
Антифібринолітичні засоби, такі як амінокапронова кислота (ε-амінокапронова кислота) та транексамова кислота, використовуються як інгібітори фібринолізу. Їх застосування може бути корисним для пацієнтів з гіперфібринолізом, оскільки вони швидко зупиняють кровотечу, якщо інші компоненти гемостатичної системи не зазнають сильних наслідків. Це може допомогти уникнути вживання препаратів крові, таких як свіжозаморожена плазма, з пов'язаними з нею ризиками інфекцій або анафілактичних реакцій. Антифібринолітичний препарат апротинін був відмовлений після виявлення основних побічних ефектів, особливо на нирки.

## Фібринолітичні ферменти
- Аністреплаза
- Десмотеплаза
- Стрептокіназа
- Наттокіназа
- Лумброкіназа
- Серрапептаза
- Папаїн
- ДНаза
- Бромелайн
- Гонокіол